# Тогачь
Тога́чь (чув. Тукач) — деревня в Аликовском муниципальном округе Чувашской Республики. Входила в состав Аликовского сельского поселения до его упразднения в 2022 году.

## Общие сведения о селении
Улицы: Заовражная, Андриана Прокопьева, Якова Салтыкова (до июля 2017 года — улица Молодёжная).
Населённый пункт газифицирован, также имеется клуб.

### География
Тогачь расположена западнее административного центра Аликовского района на 3 км. Рядом с деревней проходит автотрасса Чебоксары — Аликово — Красные Четаи. Расстояние до Чебоксар 71 км, до райцентра 4 км, до железнодорожной станции (Вурнары) — 37 км.

### Климат
Климат умеренно континентальный с продолжительной холодной зимой и тёплым летом. Средняя температура января −12,9 °C, июля 18,3 °C, абсолютный минимум достигал −44 °C, абсолютный максимум 37 °C. За год в среднем выпадает до 552 мм осадков.

### Демография
| 2010 | 2012 |
| ---- | ---- |
| 113  | ↗138 |

Население — 134 человека (2006), из них большинство женщины (70).

## Название
Название деревни — антропонимического происхождения: от имени Тукач.

… трое чувашских старейшин: Тогачь, родоначальник дер. Тогачь, Сарплат, основатель дер. Изванкино, и Азамат, основавший дер. Азамат (все три деревни ныне в Аликовском районе), «заспорили между собою, кому иметь у себя уездный город, намеченный царём». От царских наместников грамоту на право основания уездного города получил Тогачь. С ним начали воевать за грамоту Сарплат и Азамат (по другому преданию, Азамат был богатый и грозный чуваш, подчинивший себе окрестные чувашские деревни). Но «ночью на дом Тогача напал с помощью солдат другой знатный чуваш по имени Етěрне из дер. Ядрино» и присвоил грамоту. Так уездным городом стал Ядрин. — Чувашские исторические предания

### Прежние названия
Тогачева, выселок Тогач, выселок с. Успенское (ныне с. Аликово)

## История
Деревня впервые было упомянута в 1774 году.
До 1927 года деревня входила в Аликовскую волость Ядринского уезда. 1 ноября 1927 года — в составе Аликовского района, после 20 декабря 1962 года — в Вурнарском районе. С 14 марта 1965 года снова в Аликовском районе.

## Связь и средства массовой информации
- Связь: ОАО «Волгателеком», Би Лайн, МТС, Мегафон. Развит ADSL-интернет.
- Газеты и журналы: Аликовская районная газета «Пурнăç çулĕпе» — «По жизненному пути»[10] на чувашском и русском языках.
- Телевидение: население использует эфирное и спутниковое телевидение, кабельное телевидение отсутствует. Эфирное телевидение позволяет принимать национальный канал на чувашском и русском языках.

## Памятники и памятные места
- Мемориальная доска на доме, где родился Я. И. Салтыков, первый председатель Аликовского райисполкома (ул. Андриана Прокопьева, 49)[11].
- Памятник павшим и без вести пропавшим в Великой Отечественной войне (2017; автор проекта — Станислав Удяков)[3].

## Люди, связанные с Тогачь
- Антонова Зоя Серафимовна (7.12.1939 — 27.05.2015) — кандидат педагогических наук (1987 г.), доцент (1992 г.), Заслуженный работник образования Чувашской Республики (21.05.2003)[12].
- Васильев Иван Петрович — заслуженный строитель Чувашской Республики.
- Салтыков Яков Игнатьевич (06.10.1894 — 20.03.1935) — первый председатель Аликовского райисполкома, начальник милиции Чувашской автономной области, прокурор Канашского и Цивильского районов[13].
- Суриков Юрий Константинович — заслуженный артист Чувашской Республики.
- Янович Александр Якимович — полковник медслужбы.